# 타랄 힉스
타랄 힉스(Taral Hicks, 1974년 9월 21일 ~ )는 미국의 배우, 싱어송라이터, 작곡가, 가수, 텔레비전 배우, 영화배우이다.
브롱크스에서 태어났다.

## 영화
- 앤트 밤스 플레이스 (2012년) - 모나 역
- 살롱 (2005년) - 트리나 역
- 벨리 (1998년)
- 지하철 이야기 (1997년)
- 함정 (1995년)
- 브롱스 이야기 (1993년) - 제인 윌리엄스 역